# Antylopka karłowata
Antylopka karłowata (Neotragus pygmaeus) – gatunek antylopy z rodziny wołowatych, najmniejsza antylopa świata. Dożywa 10 lat.

## Występowanie i biotop
Zamieszkuje lasy deszczowe i galeriowe z gęstym podszytem, wzdłuż południowego wybrzeża Afryki Zachodniej - od Sierra Leone do Ghany.

## Charakterystyka ogólna
Ciało krępe o długości 40–50 cm, wysokość w kłębie około 25 cm, masa 1,8–2,5 kg. Ubarwienie rudobrązowe, nieco jaśniejsze w dolnych partiach ciała. U samic rogi nie występują. Kończyny miedniczne znacząco dłuższe od barkowych, przez co ciało przybiera skuloną formę.

## Odżywianie
Antylopa karłowata żywi się zielonymi pędami roślin (liście, pąki, młode pędy), owocami i kwiatami, rzadziej trawami.

## Behawior
Ze względu na swój płochliwy charakter stanowi niezwykle wymagający obiekt obserwacji. Zauważona początkowo zastyga w bezruchu i bazując na swym ubarwieniu stara się wtopić w otoczenie, jeśli to nie przyniesie oczekiwanego efektu ratuje się ucieczką. Występuje samotnie lub w parach. Aktywna głównie o zmierzchu i nocą. Zamieszkuje terytorium o powierzchni około 100 m², którego granice oznacza składowiskami odchodów. Naturalną konsekwencją posiadania nieproporcjonalnie długich tylnych nóg jest nadzwyczajna skoczność jaką się cechuje. Skokiem z miejsca potrafi pokonać 2,8m lub przeskoczyć przeszkodę o wysokości 55 cm.

## Reprodukcja
Dojrzałość płciową osiąga już po 1 roku. Czas trwania ciąży jest nieznany jednak szacuje się go na 210 dni. W jej wyniku na świat przychodzi jedno ważące niespełna 300 g młode.